# Seebeck 36L
Der Seebeck 36L-Mehrzweckfrachter ist ein Liberty-Ersatzschiffstyp, der von der Seebeck-Werft in Bremerhaven und später auch anderen AG-Weser-Werften im Rahmen des Key-Schiff-Bauprogramms als Ersatz für die damals alternde Flotte der während des Krieges und kurz danach gebauten Trampschiffe aufgelegt wurde. Die Schiffe hatten fünf Luken und konnten als Zweidecker oder Dreidecker und in normaler (36L) sowie verkleinerten Version (36) bestellt werden, wobei letztere nur in drei Einheiten für die Hamburger Reederei Adolf Wiards gebaut wurde. Als eigenes Ladegeschirr standen verschiedene Kombinationen von Ladebäumen und Schwergutgeschirr zur Verfügung.

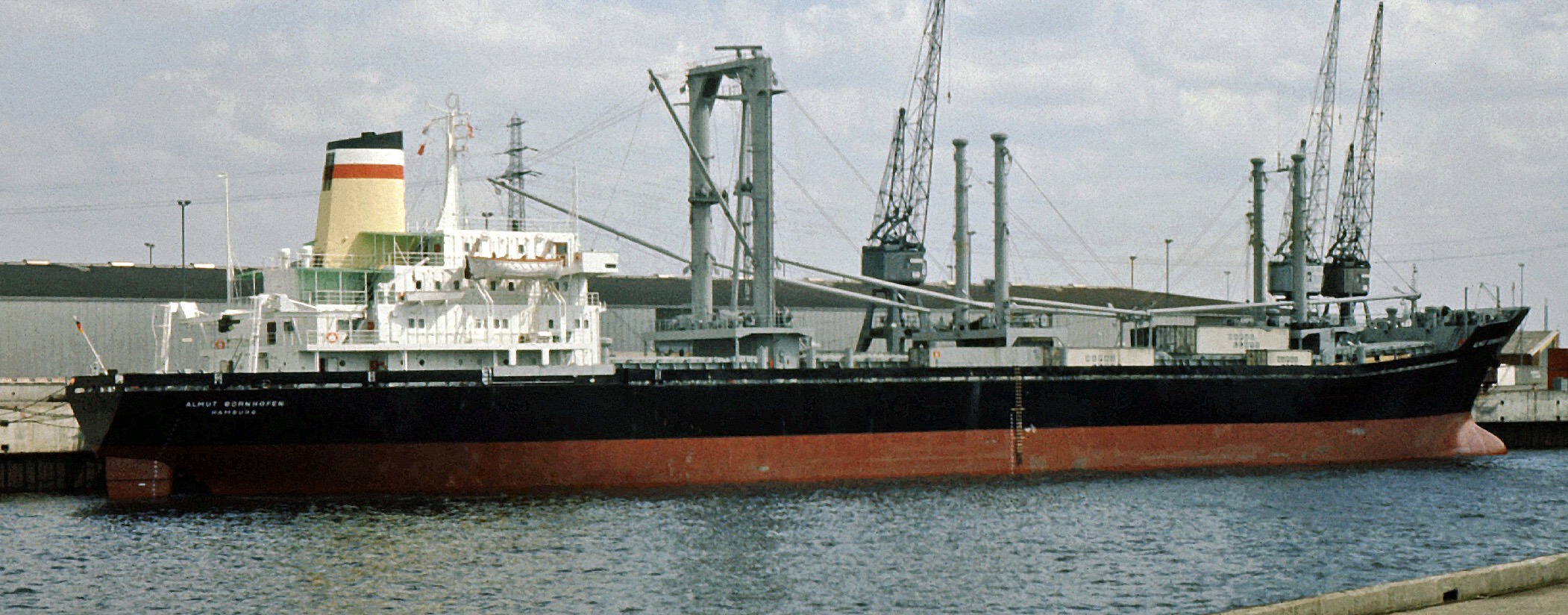
Die 1973 gebaute Almut Bornhofen

## Geschichte
Mitte der 1960er Jahre fuhren noch ungefähr 700 der Liberty- und Victory-Standardfrachter sowie einige andere während des Zweiten Weltkriegs gebaute Frachtschiffe in der damaligen Welthandelsflotte. Sogar die jüngsten von ihnen waren inzwischen 20 Jahre und älter, und so stellte sich sowohl den Reedereien als auch den Werften die Frage eines Ersatzes dieser Schiffe, welche in absehbarer Zeit das Ende ihrer Einsatzdauer erreichen würden. Gleichzeitig wurde der Ersatzbedarf der kleineren Nachkriegsbauten in der Trampschifffahrt schon absehbar.
Die großen Umwälzungen im Seeschiffsverkehr, hervorgerufen durch das Erscheinen von Containerschiffen und Massengutfrachtern, welche die Stückgutschiffe später nahezu völlig ersetzen würden, waren zu diesem Zeitpunkt noch nicht als solche vorhersehbar, so dass das klassische Stückgutschiff, welches in der damaligen Form seit der Jahrhundertwende mit verhältnismäßig wenigen Änderungen gebaut wurde, noch immer aktuell erschien. Es war daher auch nur folgerichtig, dass sich die Seebeck-Werft bei ihrem Konzept, ebenso wie viele andere Werften mit den erfolgreichen Typschiffen SD-14, German Liberty, Trampko-Mehrzweckfrachter, Freedom und Fortune auch, an Stückgutschiffen mit eigenem Ladegeschirr orientierte. Diese konservative Bauform war zweifellos auch der Tatsache geschuldet, dass die meisten der zu ersetzenden Schiffe zu diesem Zeitpunkt zum einen durch eher kleine Reedereien mit beschränkten Mitteln und zum anderen überwiegend in der Trampfahrt betrieben wurden.
Der erste Typ 36L war die Gerdt Oldendorff, die im März 1969 getauft, und im Juni desselben Jahres fertiggestellt wurde. Die drei Schiffe vom Typ 36 für die Reederei Wiards waren die Monika Wiards, Catharina Wiards und Diederika Wiards.
Bei Seebeck liefen bis zum letzten Bau im Jahre 1980, der Aristanax, 55 Schiffe vom Stapel. Bei der AG Weser entstanden weitere sechs Schiffe des Typs 36L als Ersatz für den stornierten Auftrag zum Bau eines Schwesterschiffs des 392.000 tdw Tankers Bonn. Die aus der ehemaligen URAG-Frachtschiffahrt hervorgegangene Hapag-Lloyd-Tochter Kosmos Bulkschiffahrt bestellte die Sechserserie vom Typ 36L der AG Weser in den Jahren 1976/77. Die Schiffe hießen Hildesheim, Heidenheim, Ingelheim, Rüdesheim, Rüsselsheim und Untertürkheim und wurden anfangs in der Chinafahrt eingesetzt.
Ein doppeltes Jubiläum konnte die Werft am 28. Juni 1976 bei der Ablieferung der Luise Bornhofen feiern. Dieser Typ 36L war das Schiff mit der Baunummer 1000, pünktlich zum einhundertjährigen Bestehen der Werft.
Eine Reihe von 36L-Schiffen entstand für Audun Reksten und seinen Vater Hilmar. Audun Reksten erhielt die Schiffe Araluck, Arabonne, Arapride und Aragrace, sein Vater die nach römischen Kaisern benannten Trajan, Justinian und Gordian. Auch bei der Werft Bergen Mekaniske Verksted entstanden zwei Schiffe dieses Typs. Die South Sea und die East Sea.
Einige dieser Serienschiffe wurden sehr lange betrieben – die 1973 für Polish Ocean Lines gebaute Boleslaw Prus wurde erst am 21. Juli 2023 als Shun Da Yun in Chittagong zum Abbruch gestrandet.

## Die Keyships
Ab 1972 erhielten die vier angebotenen Varianten des Typenprogramms der Seebeckwerft neue Bezeichnungen unter dem Oberbegriff „Keyships“, beziehungsweise „Key“. Der Name wies auf den Schlüssel (englisch: Key) im Wappen der Werft und die jeweilige Tragfähigkeit hin. Aus dem erfolgreichen 36L wurde bis zu den letzten beiden 1980 gebauten Schiffen dieses Typs, der Aristogenis und der Aristanax der Typ „Key 16“, beziehungsweise „Keyship 16“. Eine direkte Weiterentwicklung des 36L war der Typ „Key 17“, der 1982 in zwei Einheiten für eine singapurische Reederei gebaut wurde. Unterhalb des „Key 16“ kam begleitend der ab 1977/78 gebaute „Key 12“ hinzu. Darüber hinaus bot die Seebeck-Werft die größeren Typen „Key 20“ und „Key 26“ an.